# حريق فندق هاربن
في الخامس والعشرين من آب/أغسطس لعام 2018، اندلع حريق في فندق «باي لونغ الينابيع الحارة»  (بالصينية: 北龙温泉酒店) في مدينة هاربين الصينية، وتحديداً في منتجع على جزيرة تاي يانغ التابعة لها (بالصينية: 太阳岛) ويتكون الفندق من أربعة طوابق مبنية من الطوب والخرسنة ويستضيف الفندق غالباً السياح المحليين، إذ كان يضم أكثر من 100 نزيل في وقت الحادثة أغلبهم قدموا للماراثون السنوي. الحريق تسبب في 20 وفاة وجروحاً في 23 شخصاً آخرين.

## الحادث
في يوم الخامس والعشرين من آب/أغسطس سنة 2018، اندلع حريق في مطبخ يقع بالدور الثاني من فندق «باي لونغ الينابيع الحارة» في الساعة 4:36 صباحا.   وينزل في الفندق سياح صينيون محليون إذ قدم أغلبهم  لمدينة هاربن بسبب حدث الماراثون السنوي،  وأغلبهم وقت الحادثة نائمين. انتشرت النار على طول 400 متر مربع (4,300 قدم2) في الطابق الثاني حتى الطابق الرابع من أعلى ومن أسفل وصلت للقاعة الرئيسية في الطابق الأول. الدخان الناتج من المواد القابلة للاحتراق في المطبخ ومن بار الكاريوكي انتقل منتشراً للسلالم وأنظمة الهواء في الممرات مما اضطر رجال الإطفاء إلى إجلاء أكثر من 80 نزيل على الأقل، منهم 20 شخصاً بحاجة لإنقاذ طارئ. اُعتبرت النار خامدة في الساعة 07:50 من نفس الصباح، واكتشف مسؤولي الإطفاء حينها 18 حالة وفاة داخل المنتجع بالإضافة لحالة وفاة أخرى حدثت في المستشفى.

## ردود الأفعال
أرسلت وزارة إدارة الطوارئ فريقا لمساعدة مدينة هاربن في تحقيقات الحادث. واُحتجز الممثل القانوني لفندق باي لونغ من قبل مكتب الأمن العام في هاربين  في نفس اليوم، واصدر نائب مدير مكتب الإطفاء والتحكم بالنيران أمراً بفحص السلامة الفوري للمستشفيات ونُزل العيش للكبار والمدارس والأماكن الرئيسية والفنادق الأخرى.
كشف مسؤولو الإطفاء والسلامة في اليوم التالي أن الفندق قد فشل على الأقل في خمس فحوصات تفتيش سلامة خلال العامين الماضيين. واعتبرت إدارة الإطفاء والسلامة في هاربن المبنى غير آمن في عام 2016 بسبب ممراته الشبيه بالمتاهات وبسبب نقص مخارج الطوارئ ونقص طفايات الحريق حيث أُمر الفندق بتعليق عمله حتى يتوافق مع المتطلبات.